# Frethias Jefferson Netherton
Frethias Jefferson Netherton (* 7. März 1865 in Byron, Kalifornien; † 30. Juni 1897 im Arizona-Territorium) war ein US-amerikanischer Pädagoge und Politiker (Demokratische Partei).

## Werdegang
Frethias Jefferson Netherton, Sohn von John Smith Netherton (1835–1921) und seiner Ehefrau Matilda Ann (1839–1912; Geburtsname: Estes), wurde 1865 im Contra Costa County geboren, wenige Wochen vor dem Ende des Bürgerkrieges. Die ersten 19 Jahre seines Lebens verbrachte er auf der 480 Acres großen Farm seines Vaters. Netherton besuchte öffentliche Schulen. Im Alter von 19 Jahren begann er auf die Oakland High School zu gehen. 1887 machte er dort seinen Abschluss. Kurz danach trat er eine Anstellung beim Oakland Enquirer an, einer Tageszeitung in Kalifornien.
Im Herbst 1888 zog er in das Arizona-Territorium, um dort die Stelle als Principal an der öffentlichen Schule von Mesa (Maricopa County) anzutreten. Netherton bekleidete den Posten fünf Jahre lang.
Er gab seinem Posten auf, da ihn der Gouverneur vom Arizona-Territorium L. C. Hughes am 13. April 1893 zum Superintendent of Public Instruction vom Arizona-Territorium ernannte.
Während seiner Amtszeit wurde Netherton zweimal, 1893 und 1894, einstimmig zum Leiter der neu gebildeten Teachers' Association gewählt. 1894 besuchte er die National Education Association Konferenz in New Jersey. Netherton war in den Jahren 1893 und 1894 territorialer Manager für die National Education Association vom Arizona-Territorium.
Während seiner Amtszeit als Superintendent of Public Instruction war er auch Hauptaktionär und Direktor der Mesa Free Press, einer Wochenzeitung. Ihm wird das Verfassen der Bildungsgesetze und die Verabschiedung dieser durch die 18. Assembly im Jahr 1895 zugeschrieben. Netherton führte seine Amtsgeschäfte von Mesa aus.
Am 30. Juni 1897 starb er im Alter von 32 Jahren an den Folgen eines Sturzes von seinem Pferd. Er wurde auf dem Union Cemetery in Brentwood (Kalifornien) beigesetzt.